# 文偉鴻影視作品列表
文偉鴻影視作品列表，列舉介紹香港影視導演、監製兼演員文偉鴻當間中曾經參與執導監製編劇或參與演出以及投資的電影和電視劇等。

## 演出作品

### 合作演員
；文偉鴻經常重復使用相同演員班底，因此被認為令劇集同質化嚴重，新鮮感欠奉，備受爭議。
在任監製時期，常用主演演員有楊證樺（7部）；歐瑞偉、*王君馨、張國強、關宛珊、*梁舜燕、吳綺珊（6部）；陳展鵬、林子善、江美儀、*吳家樂、*沈震軒、林秀怡、李君妍（5部）；*唐詩詠、劉佩玥、梁競徽、*何佩珉、韓馬利、阮兒、蘇恩磁、鄭世豪、王俊棠、*何俊軒、許家傑、陳敏之、*許紹雄、*張雪瑩、陳俊安（4部）；劉穎鏇、張頴康、陳山聰、楊卓娜、魯振順、*伍允龍、鮑起靜、林偉、*阮兆祥、黃子恆、姚亦澧、黃祥興、何啟南、林穎彤、林淑敏、杜大偉、*曾守明、陳榮峻、高海寧、周寶霖 （3部）；趙希洛、林凱恩、*何艷娟、蘇韻姿、馮素波、張武孝、黃美棋、王子涵、甄詠珊、*曾偉權、袁潔儀、袁文傑、張文慈、楊玉梅、葉蒨文、冼灝英、姚子羚、*元秋、*敖嘉年、戴耀明、胡定欣、湯洛雯、鄭子誠、*劉江、羅樂林、曾航生、*李璧琦、張秀文、*小寶、*鍾景輝、袁偉豪、*夏萍、*招石文、*梁靖琪、*鄧健泓、*陳倩揚、張振朗、*蔡慧欣、吳業坤、伍樂怡（2部）。
註：
1. 有*號為已離開無綫電視

## 電影導演/電視劇作品
*以下列表只記錄文偉鴻曾參與演出過的電影導演及劇集作品，若有遺漏，請協助補充相關資料。

### 電視劇（無綫電視）

#### 助理編導列表
- 1994年：
  - 《千歲情人》、《黃浦傾情》、《婚姻物語》、《CATWALK俏佳人》、《天子屠龍》
- 1995年：
  - 《一切從失蹤開始》、《萬里長情》、《壹號皇庭V》、《刑事偵緝檔案II》、《真情》
- 1996年：
  - 《900重案追兇》

#### 編導列表
- 1996年：
  - 《傾城歲月》（無綫電視電影）
- 1997年：
  - 《刑事偵緝檔案III》、《美味天王》
- 1998年：
  - 《難兄難弟之神探李奇》
- 1999年：
  - 《寵物情緣》、《非常保鑣》、《創世紀》
- 2000年：
  - 《創世紀II天地有情》
- 2001年：
  - 《美味情緣》、《尋秦記》
- 2002年：
  - 《情牽百子櫃》、《流金歲月》
- 2003年：
  - 《智勇新警界》、《非常外父》
- 2004年：
  - 《隔世追兇》
- 2005年：
  - 《西廂奇緣》、《同撈同煲》、《我的野蠻奶奶》、《阿旺新傳》
- 2006年：
  - 《愛情全保》、《賭場風雲》
- 2007年：
  - 《歲月風雲》、《兩妻時代》
- 2008年：
  - 《原來愛上賊》、《尖子攻略》
- 2009年：
  - 《絕代商驕》、《老婆大人II》
- 2010年：
  - 《女王辦公室》、《刑警》、《居家兵團》、《富貴門》
- 2012年：
  - 《缺宅男女》、《換樂無窮》、《法網狙擊》
- 2013年：
  - 《女警愛作戰》、《My盛Lady》
- 2014年：
  - 《使徒行者》
- 2017年：
  - 《性在有情》
- 2022年：
  - 《鐵拳英雄》、《我的驕傲》
- 2023年：
  - 《隱形戰隊》
- 2025年：
  - 《奪命提示》
- 未確定：
  - 《造星帝國》

#### 監製列表
- 2012年：
  - 《法網狙擊》
- 2013年：
  - 《My盛Lady》
- 2014年：
  - 《使徒行者》
- 2016年：
  - 《城寨英雄》
- 2017年：
  - 《同盟》、《性在有情》
- 2022年：
  - 《鐵拳英雄》（由副指導何佩珉擔任、由武術指導郭追擔任）、《我的驕傲》、《超能使者》（由武術指導郭追擔任）
- 2023年：
  - 《隱形戰隊》（由武術指導黃劍偉擔任）
- 2025年：
  - 《奪命提示》
- 未確定：
  - 《造星帝國》

### 其他作品

#### 電影
| 年份   | 名稱                | 職務 | 職務 | 職務 |
| 年份   | 名稱                | 導演 | 編劇 | 監製 |
| ------ | ------------------- | ---- | ---- | ---- |
| 2016年 | 使徒行者            |      |      |      |
| 2019年 | 使徒行者2：諜影行動 |      |      |      |
| 拍攝中 | 陳百強              |      |      |      |

#### 導演兼演員列表
- 使徒行者（動作導演：錢嘉樂，監製：王晶、樂易玲、梁家樹）
- 使徒行者2：諜影行動（動作導演：錢嘉樂，監製：樂易玲、劉偉強）

## 節目嘉賓
- 2019年：今日VIP[1]
- 2022年：《好聲好戲2》（第二組主席評判）

## 殊榮
| 年度   | 頒獎典禮             | 獎項                  | 劇集                    | 結果 |
| ------ | -------------------- | --------------------- | ----------------------- | ---- |
| 2014年 | 萬千星輝頒獎典禮2014 | 最佳劇集              | 《使徒行者》            | 獲獎 |
| 2016年 | 萬千星輝頒獎典禮2016 | 最佳劇集              | 《城寨英雄》            | 獲獎 |
| 2017年 | 第36屆香港電影金像獎 | 新晉導演              | 《使徒行者》            | 提名 |
| 2020年 | 第39屆香港電影金像獎 | 新晉導演              | 《使徒行者2：諜影行動》 | 提名 |
| 2022年 | 萬千星輝頒獎典禮2022 | 馬來西亞最喜愛TVB劇集 | 《超能使者》            | 獲獎 |